# لایتهاوس پوینت (فلوریدا)
لایتهاوس پوینت (به انگلیسی: Lighthouse Point) شهری در شهرستان برووارد ایالت فلوریدا است که در سال ۱۹۵۶ بنیان‌گذاری شده‌است. این شهر طبق سرشماری سال ۲۰۱۰ میلادی، ۱۰٬۳۴۴ نفر جمعیت داشته و مساحت آن نیز ۶٫۲ کیلومتر مربع است.